# 온건 대안우파
온건 대안우파(Alt-lite) 혹은 뉴라이트(New Right)는 대안우파의 온건 성향으로, 명확하지 않은 우파 성향의 정치 운동이다. 구성원들은 스스로를 주류 보수주의, 극우, 백인 민족주의적 시각과 분리되어 있으며 이 개념은 주로 2017년에 등장한 미국과 관련이 있다.
반명예훼손연맹의 오렌 시걸은 대안우파의 궤도에서 작용하는 온건 대안우파가, 상당한 교차가 있기 때문에 그룹 간의 차이를 구별하지 못한다고 말했으며 다른 사람들은 그것이 다른 주요 특징과 신념을 공유하지만, 백인 민족주의와 대안우파식 인종주의를 포함한 정체성 정치를 거부한다고 주장한다는 점에서, 그것을 극우파의 발상이라고 묘사했다.